# MLST
MLST o Multi-locus Sequence Typing è una tecnica di biologia molecolare appartenente alle metodologie DNA-based per l'identificazione batterica.
Consiste nell'utilizzo di frammenti delle sequenze di alcuni geni (generalmente sette) costitutivi, ognuna della lunghezza di 400-500 paia di basi. Questi frammenti vengono sequenziati e si ottiene un profilo caratteristico, un pattern, definito ST (Sequence Type). I profili degli isolati possono essere facilmente confrontati con quelli di un ampio database via Internet per la caratterizzazione batterica.